# Tidjikdja (departement)
Tidjikdja är ett departement i Mauretanien.   Det ligger i regionen Tagant, i den centrala delen av landet, 500 km öster om huvudstaden Nouakchott.